# Druga odmiana
Druga odmiana (ang. Second Variety) – to opowiadanie Philipa K. Dicka opublikowane w magazynie Space Science Fiction w maju 1953 roku. Jak w wielu utworach autora, tłem jest wojna nuklearna na spowitej popiołem Ziemi, opanowanej przez zabójcze maszyny. Owa wizja świata została zmodyfikowana w opowiadaniu Jon's World z 1954 roku.

## Opis fabuły
Akcja opowiadania dzieje się w następstwie rozległej wojny nuklearnej między Związkiem Sowieckim (czasem wspominanym w kontekście Rosji) oraz Narodami Zjednoczonymi. Wczesne zwycięstwo Sowietów zmusza rząd Ameryki Północnej do ucieczki na bazę na Księżycu. By zapobiec niemal pewnej wygranej przeciwnika, technicy sojuszu rozwijają roboty, zwane szponami, których podstawowe modele są „niszczącymi kulami ostrzy i metalu”, atakującymi niczego nieświadome ofiary z ukrycia. Narody Zjednoczone chronią się przed nimi dzięki specjalnym bransoletkom emitującym radiację. W sześć lat skomplikowane i samodzielne szpony zniszczyły siły Sowietów, naprawiając i ulepszając się wzajemnie w ich podziemnych fabrykach bez żadnego ludzkiego nadzoru. 
Siły Narodów Zjednoczonych otrzymują wiadomość z prośbą o wysłanie jednego z oficerów na bardzo ważną konferencję. Ich zwycięstwo okazało się być bardziej cenne niż sami przypuszczali. Major Joseph Hendricks zostaje oddelegowany do negocjacji z Sowietami. Na swojej drodze spotyka chłopca, zwanego Dawidem, który prosi o możliwość towarzyszenia Hendricksowi, na co ten wyraża zgodę. Gdy zbliżają się do bunkra Sowietów, żołnierze przeciwnika natychmiast zabijają Dawida, odkrywając jego tożsamość jako zabójczego robota. Program rozwojowy szponów ewoluował i doprowadził do wykształcenia się jeszcze bardziej skomplikowanych maszyn, nie odbiegających wyglądem od ludzi, lecz zaprojektowanych do ich eliminacji. Trzech Sowietów – Klaus, Rudi i Tasso – informują Hendricksa, że ich cała armia, wraz ze sztabem dowódców – ugięła się pod naporem nowo zaprojektowanych maszyn. 
Z ocalonych metalowych płytek identyfikacyjnych zostały zidentyfikowane dwie odmiany: pierwsza (zwana Zranionym Żołnierzem) oraz trzecia (Dawid). Odmiana druga pozostaje nieznana ludziom. Ich różne modele są produkowane w osobnych, autonomicznych fabrykach. Sowieci mówią ponadto, iż bransolety ochronne są nieefektywne przeciwko nowym maszynom. Hendricks próbuje wysłać transmisje z ostrzeżeniem do głównej kwatery jego bunkra, ale nie jest w stanie uzyskać łączności.
Pod osłoną nocy Klaus zabija Rudiego, mylnie zakładając, iż ten jest odmianą drugą. Następnego ranka, Hendricks wraz z dwoma sowieckimi żołnierzami udają się w drogę powrotną do bazy Narodów Zjednoczonych. Gdy zbliżają się do bunkra, odkrywają, iż został on napadnięty przez Dawidy i Zranionych Żołnierzy, Tasso niszczy ich jej potężnym granatem ręcznym. 
Wraz z Hendricksem uciekają przez szponami, pozostawiając w tyle Klausa. Temu jednak udaje się przetrwać i po chwili ponownie do nich dołącza. Szybko zostaje wyeliminowany przez Tasso, która podejrzewała go o bycie odmianą drugą. 
Hendricks, ranny w rękę i z obrażeniami wewnętrznymi, nosi się z nadziejami na ucieczkę do bazy na Księżycu. Wraz z Tasso szukają ukrytej rakiety ratunkowej, która okazuje się mieć tylko jedno siedzenie. Hendricks próbuje uciec, ale Tasso szybko go obezwładnia. Następnie przekonuje go do ustąpienia jej miejsca, dzięki czemu sprowadzi ona pomoc na Ziemię. Z jego ranami, Hendricks nie ma innego wyjścia jak tylko przystać na ową propozycję i daje jej kod potrzebny do znalezienia bazy księżycowej. 
Uzbrojony tylko w broń Tasso Hendricks wraca do szczątek Klausa, by odkryć, iż jego części nie należały do odmiany drugiej, lecz czwartej. Grupa robotów rozpoczyna zmasowany atak, wliczając w to Dawidy, Zranionych Żołnierzy i kilka modeli Tasso. To właśnie ona była odmianą drugą. Hendricks zdaje sobie sprawę, że zgubił całą bazę księżycową, wysyłając tam robota, sam nie jest już w stanie powstrzymać szarży modeli Tasso. Gdy jeden z nich zbliża się do niego, protagonista odkrywa bombę, przymocowaną do pasa i przypomina sobie, że były one używane do eliminacji szponów. Dochodzi do wniosku, że owe maszyny produkują i rozwijają nowe bronie, by pozbywać się innych robotów.

## Analiza
W kontekście Drugiej odmiany Dick powiedział: "Mój główny temat – kto jest człowiekiem a kto zdaje się nim być – pojawia się w pełnej okazałości. Jeżeli indywidualnie i kolektywnie nie jesteśmy w stanie odpowiedzieć na to pytanie, stoimy, moim zdaniem, przed jednym z najważniejszych problemów. Bez dokładnej odpowiedzi nie możemy być pewni swojej tożsamości. Wtedy nie jest możliwe całkowite poznanie samego siebie, nie wspominając już o innych. Dlatego w dalszym ciągu pracowałem nad tym zagadnieniem, dla mnie nie ma nic bardziej istotnego niż owa kwestia. A odpowiedź przychodzi z wielkim trudem." 
Recenzując opowiadanie krytyk Zack Handlen pisał: "Druga odmiana jest ponura, brutalna i trzymająca w napięciu. Jest tu wystarczająco elementów charakteryzacji, by odróżnić protagonistów, lecz niewiele ponadto. Podczas gdy większość zwrotów akcji w opowiadaniu jest łatwa do przewidzenia - jeśli odkryje się już główną nitkę fabularną (co sprowadza się do pytania: Jesteś lub nie jesteś maszyną) - to mimo tego historia robi duże wrażenie, a sam Dick eksponuje jej przesłanie dosyć jasno. 
Druga odmiana jest stosunkowo przyjazna czytelnikowi, czego nie można powiedzieć o jego innych pracach. Jest tu wystarczająco niejasności, by wiedzieć, że to Dick, pytania o tożsamość ciągle się pojawiają, a linia dobra i zła jest świetnie zrównana z ziemią pod sam koniec. Mimo to fabuła jest logiczna, jest tu ewolucja z punktu A do punktu B, prowadząca znowu do punktu C, którą można śledzić bez dużych problemów." 
Zauważył on także podobieństwa między Drugą odmianą a filmami Terminator, pisząc: "Gdy szpony zaczynają się zmieniać, ich najnowsze modele przybierają formy ludzkie z tego samego powodu dla którego został stworzony T-800".

## Adaptacje
Film produkcji kanadyjskiej, bazujący na Odmianie drugiej, zatytułowany Tajemnica Syriusza został wydany w 1995 roku z Peterem Wellerem w roli głównej. Jest to stosunkowo wierne oddanie fabuły opowiadania Dicka. 
Sama produkcja była krytykowana za podobieństwa do serii filmów Obcy, także za łagodne i pozytywne zakończenie, jak i za niski budżet, choć wielu dzisiejszych krytyków kanadyjskich chwali obraz, który trzykrotnie był nominowany do Nagrody Genie. Druga część zatytułowana Tajemnica Syriusza: Polowanie została wydana w 2009 roku.